# Eleição municipal de João Pessoa em 2008
A eleição municipal da cidade brasileira de João Pessoa, assim como nas demais cidades brasileiras, ocorreu em 5 de outubro de 2008 e elegeu o prefeito e vice-prefeito da cidade, além dos novos membros da Câmara de Vereadores.
Seis candidatos disputaram a prefeitura municipal. Ricardo Coutinho, candidato à reeleição pelo PSB, repetiu o desempenho da eleição anterior ao vencer ainda em primeiro turno, recebendo 262.041 votos, correspondentes a 73,85% das intenções (um dos mais altos percentuais eleitorais no Brasil durante o pleito).
João Gonçalves (PSDB), principal oponente de Ricardo Coutinho na eleição, obteve 81.707 votos, enquanto Francisco Barreto (PTN), Marcos Dias (PSOL, Lourdes Sarmento (PCO) e Professor José Rodrigues (PHS), tiveram menos de 10 mil votos - o candidato do PHS foi o que teve o pior desempenho na eleição (812 votos).
O vereador mais votado foi Edmilson Soares, também do PSB, que recebeu 8.936 votos. O partido elegeu também a maior bancada, com 4 candidatos eleitos, seguido pelo PSDB, que obteve 3 vagas. PMDB, PT, PRP, PTB e PPS elegeram 2 vereadores, enquanto PR, PSDC e DEM elegeram 1 candidato.

## Antecedentes
Na eleição eunicipal de 2004, Ricardo Coutinho venceu ainda no primeiro turno, com larga vantagem do oponente tucano Ruy Carneiro. Antes, havia sido deputado estadual duas vezes, e antes disso foi vereador de João Pessoa, primeiro em 1992 e depois em 1996.

## Candidatos a prefeito
|  | Nº | Candidato(a) a prefeito | Candidato(a) a prefeito                                 | Candidato(a) a vice-prefeito | Candidato(a) a vice-prefeito                             | Coligação |
|  | -- | ----------------------- | ------------------------------------------------------- | ---------------------------- | -------------------------------------------------------- | --- |
|  | 19 |                         | Barreto (PTN) Francisco de Paula Barreto Filho          |                              | Bala Barbosa (PMN) Antonio Barbosa da Silva              | "João Pessoa em Mãos Limpas" - Partido Trabalhista Nacional (PTN) - Partido da República (PR) - Partido da Mobilização Nacional (PMN) |
|  | 29 |                         | Lourdes Sarmento (PCO) Maria de Lourdes Sarmento        |                              | Antonio Alfredo (PCO) Antonio Alfredo da Silva           | Sem coligação - Partido da Causa Operária (PCO) |
|  | 31 |                         | Professor José Rodrigues (PHS) José Rodrigues Filho     |                              | Marcos Araújo (PHS) Marcos José de Araújo                | Sem coligação - Partido Humanista da Solidariedade (PHS) |
|  | 40 |                         | Ricardo Coutinho (PSB) Ricardo Vieira Coutinho          |                              | Luciano Agra (PSB) José Luciano Agra de Oliveira         | "A Força do Trabalho" - Partido Socialista Brasileiro (PSB) - Partido do Movimento Democrático Brasileiro (PMDB) - Partido Comunista Brasileiro (PCB) - Partido Trabalhista Cristão (PTC) - Partido dos Trabalhadores (PT) - Partido Republicano Brasileiro (PRB) - Partido Republicano Progressista (PRP) - Partido Trabalhista do Brasil (PTdoB) - Partido Social Cristão (PSC) - Partido Popular Socialista (PPS) - Partido Renovador Trabalhista Brasileiro (PRTB) - Partido Comunista do Brasil (PCdoB) - Partido Progressista (PP) - Partido Social Liberal (PSL) - Partido Trabalhista Brasileiro (PTB) - Partido Verde (PV) |
|  | 45 |                         | João Gonçalves (PSDB) João Gonçalves de Amorim Sobrinho |                              | Aníbal Marcolino (PDT) José Aníbal Costa Marcolino Gomes | "Por Toda João Pessoa" - Partido da Social Democracia Brasileira (PSDB) - Democratas (DEM) - Partido Social Democrata Cristão (PSDC) - Partido Democrático Trabalhista (PDT) |
|  | 50 |                         | Marcos Dias (PSOL) Marcos Antônio de Oliveira Dias      |                              | Marcelino Rodrigues (PSTU) Marcelino Rodrigues da Silva  | "Frente de Esquerda" - Partido Socialismo e Liberdade (PSOL) - Partido Socialista dos Trabalhadores Unificado (PSTU) |

## Coligações proporcionais
| Coligação                   | Partidos             |
| --------------------------- | -------------------- |
| A Força do Trabalho 1       | PSB, PP, PRTB e PRB  |
| A Força do Trabalho 4       | PRP, PV, PTC e PTdoB |
| Trabalhando pela Cidade     | PT, PCdoB e PTB      |
| Compromisso com João Pessoa | PPS, PSC e PCB       |
| Unidos por João Pessoa      | PMDB e PSL           |
| Por Toda João Pessoa 1      | PSDB e PDT           |
| Democratas Cristão          | DEM e PSDC           |
| João Pessoa em Mãos Limpas  | PTN, PR e PMN        |
| Frente de Esquerda          | PSOL e PSTU          |
| Sem coligação               | PCO e PHS            |

### Candidatos a vereador[3]
| Nº    | Candidato                         | Partido | Coligação                   | Situação               |
| 25999 | Abimadabe                         | DEM     | Democratas Cristão          | Deferido               |
| 15111 | Abraão Cavalcanti                 | PMDB    | Unidos por João Pessoa      | Deferido               |
| 17617 | Adailton Barros                   | PSL     | Unidos por João Pessoa      | Deferido               |
| 50140 | Adolfo Braz                       | PSOL    | Frente de Esquerda          | Indeferido com recurso |
| 17007 | Adonai o Comunicador do Povo      | PSL     | Unidos por João Pessoa      | Deferido               |
| 50777 | Adriana do Sindicato dos Correios | PSOL    | Frente de Esquerda          | Deferido               |
| 65888 | Adriana Paula                     | PCdoB   | Trabalhando pela Cidade     | Deferido               |
| 12200 | Adriano dos Vigilantes            | PDT     | Por Toda João Pessoa 1      | Deferido               |
| 11110 | Aelson dos Novais                 | PP      | A Força do Trabalho 1       | Deferido               |
| 25444 | Agnaldo Verdureiro                | DEM     | Democratas Cristão          | Deferido               |
| 31111 | Alan Delon                        | PHS     | PHS                         | Deferido               |
| 40123 | Alba Brindeiro                    | PSB     | A Força do Trabalho 1       | Deferido               |
| 15888 | Alessandro do Motociclismo        | PMDB    | Unidos por João Pessoa      | Deferido               |
| 65222 | Alexandre Mesquita                | PCdoB   | Trabalhando pela Cidade     | Deferido               |
| 45451 | Almir Serrano                     | PSDB    | Por Toda João Pessoa 1      | Deferido               |
| 11112 | Alto Astral                       | PP      | A Força do Trabalho 1       | Deferido               |
| 33123 | Alves da Flamengueira             | PMN     | João Pessoa em Mãos Limpas  | Renúncia               |
| 22000 | Amaral Santiago                   | PR      | João Pessoa em Mãos Limpas  | Deferido               |
| 12612 | Amorim                            | PDT     | Por Toda João Pessoa 1      | Deferido               |
| 17555 | André do Egypto                   | PSL     | Unidos por João Pessoa      | Deferido               |
| 29029 | André Sarmento                    | PCO     | PCO                         | Deferido               |
| 40888 | Ângela Gomes                      | PSB     | A Força do Trabalho 1       | Deferido               |
| 50125 | Antonio Carlos                    | PSOL    | Frente de Esquerda          | Indeferido             |
| 27111 | Antonio Lustoza                   | PSDC    | Democratas Cristão          | Deferido               |
| 27333 | Antonio Neto                      | PSDC    | Democratas Cristão          | Deferido               |
| 21789 | Antônio Pereira                   | PCB     | Compromisso com João Pessoa | Renúncia               |
| 17700 | Antonio Souza Neto                | PSL     | Unidos por João Pessoa      | Indeferido             |
| 36111 | Antonio Virgínio                  | PTC     | A Força do Trabalho 4       | Deferido               |
| 45000 | Arroz                             | PSDB    | Por Toda João Pessoa 1      | Deferido               |
| 40013 | Assis Almeida                     | PSB     | A Força do Trabalho 1       | Deferido               |
| 27999 | Aurélio Marcolino                 | PSDC    | Democratas Cristão          | Deferido               |
| 15551 | Aurilécio Cunha                   | PMDB    | Unidos por João Pessoa      | Deferido               |
| 65321 | Barbosa                           | PCdoB   | Trabalhando pela Cidade     | Deferido               |
| 50112 | Beijamin Crispim                  | PSOL    | Frente de Esquerda          | Indeferido             |
| 13200 | Benilton Lucena                   | PT      | Trabalhando pela Cidade     | Deferido               |
| 13000 | Berg                              | PT      | Trabalhando pela Cidade     | Deferido               |
| 11113 | Betânia Barbosa                   | PP      | A Força do Trabalho 1       | Deferido               |
| 36666 | Beto de Clito                     | PTC     | A Força do Trabalho 4       | Deferido               |
| 45555 | Beto Pirulito                     | PSDB    | Por Toda João Pessoa 1      | Deferido               |
| 50222 | Biólogo Mildaci Santos            | PSOL    | Frente de Esquerda          | Deferido               |
| 40040 | Bira                              | PSB     | A Força do Trabalho 1       | Deferido               |
| 50004 | Biu Taxista                       | PSOL    | Frente de Esquerda          | Deferido               |
| 25333 | Bosquinho                         | DEM     | Democratas Cristão          | Deferido               |
| 50111 | Boy das Baterias                  | PSOL    | Frente de Esquerda          | Deferido               |
| 23123 | Bruno Farias                      | PPS     | Compromisso com João Pessoa | Deferido               |
| 19190 | Cabo Crispim                      | PTN     | João Pessoa em Mãos Limpas  | Deferido               |
| 19999 | Cabo Sósteni                      | PTN     | João Pessoa em Mãos Limpas  | Deferido               |
| 31456 | Cabral Amigão                     | PHS     | PHS                         | Deferido               |
| 50999 | Caçapava                          | PSOL    | Frente de Esquerda          | Deferido               |
| 31231 | Cardoso                           | PHS     | PHS                         | Deferido               |
| 14789 | Carlos Temóteo                    | PTB     | Trabalhando pela Cidade     | Deferido               |
| 44333 | Carmem Rejane                     | PRP     | A Força do Trabalho 4       | Deferido               |
| 14285 | Carmen                            | PTB     | Trabalhando pela Cidade     | Deferido               |
| 40007 | Carvalho                          | PSB     | A Força do Trabalho 1       | Deferido               |
| 25123 | Cassyo                            | DEM     | Democratas Cristão          | Deferido               |
| 12008 | Célia Marques                     | PDT     | Por Toda João Pessoa 1      | Deferido               |
| 50123 | Célio Martins                     | PSOL    | Frente de Esquerda          | Deferido               |
| 44444 | Charles Leite                     | PRP     | A Força do Trabalho 4       | Deferido               |
| 21345 | Chikinho                          | PCB     | Compromisso com João Pessoa | Deferido               |
| 33666 | Cláudio da Saúde                  | PMN     | João Pessoa em Mãos Limpas  | Deferido               |
| 25818 | Cláudio Rodrigues o Leiturista    | DEM     | Democratas Cristão          | Deferido               |
| 19333 | Cleide Carrazzoni                 | PTN     | João Pessoa em Mãos Limpas  | Indeferido             |
| 44190 | Coelho                            | PRP     | A Força do Trabalho 4       | Deferido               |
| 15000 | Coronel Francisco                 | PMDB    | Unidos por João Pessoa      | Deferido               |
| 36222 | Coronel Jorge                     | PTC     | A Força do Trabalho 4       | Deferido               |
| 22333 | Cosme Vasconcelos                 | PR      | João Pessoa em Mãos Limpas  | Deferido               |
| 25234 | Creusa Pires                      | DEM     | Democratas Cristão          | Deferido               |
| 12345 | Damásio Franca Neto               | PDT     | Por Toda João Pessoa 1      | Deferido               |
| 50100 | Daniel Toscano                    | PSOL    | Frente de Esquerda          | Deferido               |
| 22566 | Del                               | PR      | João Pessoa em Mãos Limpas  | Deferido               |
| 13333 | Demas Joaquim                     | PT      | Trabalhando pela Cidade     | Deferido               |
| 36123 | Denilzo Batista                   | PTC     | A Força do Trabalho 4       | Deferido               |
| 31100 | Dijair Laurindo                   | PHS     | PHS                         | Deferido               |
| 50321 | Dinaldo                           | PSOL    | Frente de Esquerda          | Deferido               |
| 44789 | Dinho                             | PRP     | A Força do Trabalho 4       | Deferido               |
| 12321 | Diniz                             | PDT     | Por Toda João Pessoa 1      | Renúncia               |
| 44007 | Djanilson                         | PRP     | A Força do Trabalho 4       | Deferido               |
| 17890 | Dona Detinha                      | PSL     | Unidos por João Pessoa      | Renúncia               |
| 23606 | Dona Madalena de Pinto            | PPS     | Compromisso com João Pessoa | Deferido               |
| 20888 | Douglas                           | PSC     | Compromisso com João Pessoa | Deferido               |
| 14444 | Dr. Ari                           | PTB     | Trabalhando pela Cidade     | Deferido               |
| 40555 | Dr. Barbosa                       | PSB     | A Força do Trabalho 1       | Deferido               |
| 25500 | Dr. Camilo da Enfermagem          | DEM     | Democratas Cristão          | Deferido               |
| 15440 | Dr. Levi                          | PMDB    | Unidos por João Pessoa      | Deferido               |
| 45645 | Dr. Luís Flávio                   | PSDB    | Por Toda João Pessoa 1      | Deferido               |
| 12000 | Dr. Marcos Paiva                  | PDT     | Por Toda João Pessoa 1      | Deferido               |
| 15777 | Dr. Marcus Sodré                  | PMDB    | Unidos por João Pessoa      | Deferido               |
| 10321 | Dr. Rômulo                        | PRB     | A Força do Trabalho 4       | Deferido               |
| 23321 | Dr. Welando                       | PPS     | Compromisso com João Pessoa | Deferido               |
| 11114 | Dra. Elza                         | PP      | A Força do Trabalho 1       | Deferido               |
| 23330 | Dra. Ilza                         | PPS     | Compromisso com João Pessoa | Deferido               |
| 44040 | Dra. Joseanne                     | PRP     | A Força do Trabalho 4       | Deferido               |
| 17333 | Dra. Lúcia Fideles                | PSL     | Unidos por João Pessoa      | Indeferido             |
| 11411 | Durval Fereira                    | PP      | A Força do Trabalho 1       | Deferido               |
| 50650 | Edes dos Santos                   | PSOL    | Frente de Esquerda          | Deferido               |
| 27027 | Edilson Terapeuta                 | PSDC    | Democratas Cristão          | Deferido               |
| 50151 | Edjarbas                          | PSOL    | Frente de Esquerda          | Indeferido com recurso |
| 40789 | Edmilson Soares                   | PSB     | A Força do Trabalho 1       | Deferido               |
| 27776 | Edmundo Força                     | PSDC    | Democratas Cristão          | Deferido               |
| 50050 | Ednaldo Luciano                   | PSOL    | Frente de Esquerda          | Deferido               |
| 65555 | Edna Morais                       | PCdoB   | Trabalhando pela Cidade     | Deferido               |
| 13111 | Edson Veber                       | PT      | Trabalhando pela Cidade     | Deferido               |
| 23333 | Eduardo Lucena                    | PPS     | Compromisso com João Pessoa | Deferido               |
| 50678 | Elias da Ação                     | PSOL    | Frente de Esquerda          | Indeferido             |
| 22300 | Eliene Santos                     | PR      | João Pessoa em Mãos Limpas  | Deferido               |
| 13234 | Eliezer Gomes                     | PT      | Trabalhando pela Cidade     | Deferido               |
| 23000 | Eliza Virgínia                    | PPS     | Compromisso com João Pessoa | Deferido               |
| 50500 | Elmo                              | PSOL    | Frente de Esquerda          | Deferido               |
| 45777 | Elton Viegas                      | PSDB    | Por Toda João Pessoa 1      | Deferido               |
| 23654 | Elvis                             | PPS     | Compromisso com João Pessoa | Deferido               |
| 50212 | Esdras Guimarães                  | PSOL    | Frente de Esquerda          | Deferido               |
| 23400 | Eunice Ferreira                   | PPS     | Compromisso com João Pessoa | Deferido               |
| 20000 | Eurípedes Leal                    | PSC     | Compromisso com João Pessoa | Indeferido             |
| 15444 | Eusébio                           | PMDB    | Unidos por João Pessoa      | Deferido               |
| 23223 | Evangelista Luiz Alberto          | PPS     | Compromisso com João Pessoa | Deferido               |
| 27777 | Everaldo da Saúde                 | PSDC    | Democratas Cristão          | Deferido               |
| 14368 | Expedita Monteiro                 | PTB     | Trabalhando pela Cidade     | Deferido               |
| 50666 | Fabiano Galdino                   | PSOL    | Frente de Esquerda          | Deferido               |
| 23231 | Fábio Carneiro                    | PPS     | Compromisso com João Pessoa | Deferido               |
| 19111 | Fabrício Julyerme                 | PTN     | João Pessoa em Mãos Limpas  | Deferido               |
| 11144 | Felipe Iglesias                   | PP      | A Força do Trabalho 1       | Deferido               |
| 44999 | Felipe Leitão                     | PRP     | A Força do Trabalho 4       | Deferido               |
| 13222 | Fernanda Benvenutty               | PT      | Trabalhando pela Cidade     | Deferido               |
| 50455 | Fernando Adachi                   | PSOL    | Frente de Esquerda          | Deferido               |
| 25700 | Fernando do Grotão                | DEM     | Democratas Cristão          | Deferido               |
| 13456 | Fernando Lopes                    | PT      | Trabalhando pela Cidade     | Deferido               |
| 23789 | Flavinho Panta                    | PPS     | Compromisso com João Pessoa | Deferido               |
| 13013 | Flávio Dantas                     | PT      | Trabalhando pela Cidade     | Deferido               |
| 14255 | Floriano                          | PTB     | Trabalhando pela Cidade     | Renúncia               |
| 50237 | Francimar                         | PSOL    | Frente de Esquerda          | Deferido               |
| 40999 | Fred Pitanga                      | PSB     | A Força do Trabalho 1       | Deferido               |
| 40666 | Fuba                              | PSB     | A Força do Trabalho 1       | Deferido               |
| 33222 | Garcia                            | PMN     | João Pessoa em Mãos Limpas  | Deferido               |
| 15600 | Genilsa Barros                    | PMDB    | Unidos por João Pessoa      | Deferido               |
| 15789 | Gerson Gomes                      | PMDB    | Unidos por João Pessoa      | Deferido               |
| 17999 | Gerson Guimarães                  | PSL     | Unidos por João Pessoa      | Deferido               |
| 33789 | Gerson Negão                      | PMN     | João Pessoa em Mãos Limpas  | Deferido               |
| 12567 | Gilmar                            | PDT     | Por Toda João Pessoa 1      | Deferido               |
| 65375 | Gorete Mamede                     | PCdoB   | Trabalhando pela Cidade     | Deferido               |
| 27123 | Graça Barbosa                     | PSDC    | Democratas Cristão          | Deferido               |
| 25777 | Guilherme Amaral                  | DEM     | Democratas Cristão          | Renúncia               |
| 45222 | Gustavo Palmeira                  | PSDB    | Por Toda João Pessoa 1      | Renúncia               |
| 14567 | Helton Renê                       | PTB     | Trabalhando pela Cidade     | Deferido               |
| 45123 | Hervázio Bezerra                  | PSDB    | Por Toda João Pessoa 1      | Deferido               |
| 44777 | Hiltinho Souto Maior              | PRP     | A Força do Trabalho 4       | Deferido               |
| 65123 | Iedo Fontes                       | PCdoB   | Trabalhando pela Cidade     | Deferido               |
| 25321 | Inaci Gadelha                     | DEM     | Democratas Cristão          | Deferido               |
| 33111 | Inaldo do Sacolão                 | PMN     | João Pessoa em Mãos Limpas  | Deferido               |
| 20123 | Irmã Inez                         | PSC     | Compromisso com João Pessoa | Deferido               |
| 33456 | Irmão Beto das Bolsas             | PMN     | João Pessoa em Mãos Limpas  | Deferido               |
| 20333 | Isaac Brito                       | PSC     | Compromisso com João Pessoa | Renúncia               |
| 50007 | Israel Gouveia                    | PSOL    | Frente de Esquerda          | Deferido               |
| 22555 | Ivanda                            | PR      | João Pessoa em Mãos Limpas  | Deferido               |
| 17259 | Ivanilda Gomes                    | PSL     | Unidos por João Pessoa      | Deferido               |
| 20111 | Ivanilton Cabeludo                | PSC     | Compromisso com João Pessoa | Deferido               |
| 50174 | J. Ferreira                       | PSOL    | Frente de Esquerda          | Deferido               |
| 27246 | Jáder Paiva                       | PSDC    | Democratas Cristão          | Deferido               |
| 36680 | Jailton Ramos                     | PTC     | A Força do Trabalho 4       | Deferido               |
| 44144 | Jair                              | PRP     | A Força do Trabalho 4       | Deferido               |
| 31000 | Januário Baixinho                 | PHS     | PHS                         | Deferido               |
| 13777 | Jeferson Silva                    | PT      | Trabalhando pela Cidade     | Deferido               |
| 33121 | Jefferson Paulino                 | PMN     | João Pessoa em Mãos Limpas  | Deferido               |
| 25888 | Joacy Mendes                      | DEM     | Democratas Cristão          | Deferido               |
| 15123 | João Almeida                      | PMDB    | Unidos por João Pessoa      | Deferido com recurso   |
| 27222 | João Corujinha                    | PSDC    | Democratas Cristão          | Deferido               |
| 33555 | João Crispim                      | PSDC    | Democratas Cristão          | Deferido               |
| 23666 | João Cunha                        | PPS     | Compromisso com João Pessoa | Deferido               |
| 50353 | João Diniz                        | PSOL    | Frente de Esquerda          | Deferido               |
| 22456 | João dos Santos                   | PR      | João Pessoa em Mãos Limpas  | Deferido               |
| 50333 | João Teixeira                     | PSOL    | Frente de Esquerda          | Deferido               |
| 33119 | Joatan                            | PMN     | João Pessoa em Mãos Limpas  | Deferido               |
| 15113 | Jonas Batista                     | PMDB    | Unidos por João Pessoa      | Deferido               |
| 23104 | Jonildo Cavalcanti                | PPS     | Compromisso com João Pessoa | Deferido               |
| 13123 | Jorge Camilo                      | PT      | Trabalhando pela Cidade     | Deferido               |
| 23610 | José Bezerra                      | PPS     | Compromisso com João Pessoa | Deferido               |
| 10270 | Josué Diesel                      | PRB     | A Força do Trabalho 1       | Deferido               |
| 25666 | Josy                              | DEM     | Democratas Cristão          | Deferido               |
| 12555 | Jota Ferreira                     | PDT     | Por Toda João Pessoa 1      | Deferido               |
| 11120 | Júnior da Banca                   | PP      | A Força do Trabalho 1       | Deferido               |
| 15880 | Júnior Frazão                     | PMDB    | Unidos por João Pessoa      | Deferido               |
| 17789 | Júnior Loyola                     | PSL     | Unidos por João Pessoa      | Deferido               |
| 22123 | Kleber Geraldo                    | PR      | João Pessoa em Mãos Limpas  | Deferido               |
| 12888 | Kleim Brito                       | PDT     | Por Toda João Pessoa 1      | Deferido               |
| 15151 | Laércio Braga                     | PMDB    | Unidos por João Pessoa      | Deferido               |
| 27456 | Laércio Silva                     | PSDC    | Democratas Cristão          | Deferido               |
| 17777 | Lamarck Leitão                    | PSL     | Unidos por João Pessoa      | Deferido               |
| 40150 | Laura Berquo                      | PSB     | A Força do Trabalho 1       | Deferido               |
| 36000 | Leda                              | PTC     | A Força do Trabalho 4       | Deferido               |
| 50444 | Leonardo Padilha                  | PSOL    | Frente de Esquerda          | Deferido               |
| 44456 | Leto Belo                         | PRP     | A Força do Trabalho 4       | Deferido               |
| 20777 | Lio                               | PSC     | Compromisso com João Pessoa | Deferido               |
| 27200 | Lira                              | PSDC    | Democratas Cristão          | Deferido               |
| 65444 | Lourdes Trajano                   | PCdoB   | Trabalhando pela Cidade     | Deferido               |
| 40333 | Lourdinha                         | PSB     | A Força do Trabalho 1       | Deferido               |
| 25121 | Lucas de Brito                    | DEM     | Democratas Cristão          | Deferido               |
| 13660 | Luciano Cartaxo                   | PT      | Trabalhando pela Cidade     | Deferido               |
| 36636 | Luciano Eletricista               | PTC     | A Força do Trabalho 4       | Deferido               |
| 13999 | Lucius Fabiani                    | PT      | Trabalhando pela Cidade     | Deferido               |
| 15221 | Luiz Brilhante                    | PMDB    | Unidos por João Pessoa      | Deferido               |
| 11123 | Luiz do Alto do Mateus            | PP      | A Força do Trabalho 1       | Deferido               |
| 44000 | Lula Lucena                       | PRP     | A Força do Trabalho 4       | Deferido               |
| 31222 | Lupe Araújo                       | PHS     | PHS                         | Deferido               |
| 10008 | Lupércio                          | PRB     | A Força do Trabalho 1       | Deferido               |
| 23134 | Lycia                             | PPS     | Compromisso com João Pessoa | Deferido               |
| 10380 | Macedo da Shot                    | PRB     | A Força do Trabalho 1       | Deferido               |
| 40600 | Mãe Renilda                       | PSB     | A Força do Trabalho 1       | Deferido               |
| 14190 | Major Carlos Freitas              | PTB     | Trabalhando pela Cidade     | Indeferido             |
| 15678 | Mangueira                         | PMDB    | Unidos por João Pessoa      | Deferido               |
| 33777 | Mano                              | PMN     | João Pessoa em Mãos Limpas  | Deferido               |
| 23234 | Manuel Leite                      | PPS     | Compromisso com João Pessoa | Deferido               |
| 44544 | Marcel Dantas                     | PRP     | A Força do Trabalho 4       | Deferido               |
| 27277 | Marcelinho                        | PSDC    | Democratas Cristão          | Deferido               |
| 33444 | Marcelo Guimarães                 | PMN     | João Pessoa em Mãos Limpas  | Renúncia               |
| 44044 | Marcílio Braz                     | PRP     | A Força do Trabalho 4       | Deferido               |
| 23023 | Márcio Alencar                    | PPS     | Compromisso com João Pessoa | Deferido               |
| 12444 | Marco Antonio                     | PDT     | Por Toda João Pessoa 1      | Deferido               |
| 19192 | Marconde Brinquedo                | PTN     | João Pessoa em Mãos Limpas  | Deferido               |
| 11111 | Marconi Paiva                     | PP      | A Força do Trabalho 1       | Deferido               |
| 22245 | Marcos Antonio da Cagepa          | PR      | João Pessoa em Mãos Limpas  | Deferido               |
| 15222 | Marcos Bandeira                   | PMDB    | Unidos por João Pessoa      | Deferido               |
| 43333 | Marcos Jaburu                     | PV      | A Força do Trabalho 4       | Deferido               |
| 45678 | Marcos Vinícius Nóbrega           | PSDB    | Por Toda João Pessoa 1      | Deferido               |
| 14333 | Maria Paraíba                     | PTB     | Trabalhando pela Cidade     | Deferido               |
| 12222 | Mário Cahino                      | PDT     | Por Toda João Pessoa 1      | Deferido               |
| 50555 | Mário Rosas                       | PSOL    | Frente de Esquerda          | Deferido               |
| 23111 | Marmuthe Cavalcanti               | PPS     | Compromisso com João Pessoa | Deferido               |
| 13130 | Martha Cristine                   | PT      | Trabalhando pela Cidade     | Deferido               |
| 45111 | Martim                            | PSDB    | Por Toda João Pessoa 1      | Deferido               |
| 44700 | Maurício                          | PRP     | A Força do Trabalho 4       | Deferido               |
| 22111 | Meraldo                           | PR      | João Pessoa em Mãos Limpas  | Deferido               |
| 17117 | Mércia Mangabeira                 | PSL     | Unidos por João Pessoa      | Deferido               |
| 29229 | Michel Costa                      | PCO     | PCO                         | Indeferido             |
| 27668 | Miel                              | PSDC    | Democratas Cristão          | Deferido               |
| 15555 | Milanez                           | PMDB    | Unidos por João Pessoa      | Indeferido             |
| 44133 | Moacir                            | PRP     | A Força do Trabalho 4       | Deferido               |
| 20444 | Moça Xuxa                         | PSC     | Compromisso com João Pessoa | Deferido               |
| 22233 | Morena                            | PR      | João Pessoa em Mãos Limpas  | Deferido               |
| 13789 | Nelson Lira                       | PT      | Trabalhando pela Cidade     | Indeferido             |
| 23500 | Neném                             | PPS     | Compromisso com João Pessoa | Deferido               |
| 10234 | Newton Jorge                      | PRB     | A Força do Trabalho 1       | Deferido               |
| 19123 | Nicola                            | PTN     | João Pessoa em Mãos Limpas  | Deferido               |
| 70123 | Odilon Chumbinho                  | PTdoB   | A Força do Trabalho 4       | Deferido               |
| 70000 | Pádua                             | PTdoB   | A Força do Trabalho 4       | Deferido               |
| 10123 | Pastor Edmilson                   | PRB     | A Força do Trabalho 1       | Deferido               |
| 23777 | Pastor Vanderlan                  | PPS     | Compromisso com João Pessoa | Deferido               |
| 23300 | Patrício Marques                  | PPS     | Compromisso com João Pessoa | Deferido               |
| 40200 | Paula Frassinete                  | PSB     | A Força do Trabalho 1       | Deferido               |
| 44567 | Paulo Souto                       | PRP     | A Força do Trabalho 4       | Deferido               |
| 40222 | Padre Adelino                     | PSB     | A Força do Trabalho 1       | Deferido               |
| 13666 | Pedrinho                          | PT      | Trabalhando pela Cidade     | Deferido               |
| 14633 | Pedro Alberto Coutinho            | PTB     | Trabalhando pela Cidade     | Deferido               |
| 25250 | Pedro do Caminhão                 | DEM     | Democratas Cristão          | Deferido               |
| 65333 | Pedro Monteval                    | PCdoB   | Trabalhando pela Cidade     | Deferido               |
| 17321 | Penha Melo                        | PSL     | Unidos por João Pessoa      | Deferido               |
| 44654 | Petrônio Wanderley                | PRP     | A Força do Trabalho 4       | Deferido               |
| 25825 | Possidônio                        | DEM     | Democratas Cristão          | Deferido               |
| 21040 | Pricilla                          | PCB     | Compromisso com João Pessoa | Deferido               |
| 33333 | Professor Geraldo                 | PMN     | João Pessoa em Mãos Limpas  | Deferido               |
| 28888 | Professor Leão                    | PRTB    | A Força do Trabalho 1       | Deferido               |
| 50005 | Professor Marcos Barros           | PSOL    | Frente de Esquerda          | Deferido               |
| 17123 | Professor Mendes                  | PSL     | Unidos por João Pessoa      | Deferido               |
| 45333 | Professor Paiva                   | PSDB    | Por Toda João Pessoa 1      | Deferido               |
| 31301 | Professor Roberto Anselmo         | PHS     | PHS                         | Deferido               |
| 22100 | Professor Wagner                  | PR      | João Pessoa em Mãos Limpas  | Deferido               |
| 17022 | Professora Cláudia Lessa          | PSL     | Unidos por João Pessoa      | Deferido               |
| 40567 | Professora Suely Assis            | PSB     | A Força do Trabalho 1       | Deferido               |
| 33321 | Quinho                            | PMN     | João Pessoa em Mãos Limpas  | Deferido               |
| 25110 | Raíssa Lacerda                    | DEM     | Democratas Cristão          | Deferido               |
| 13280 | Rangel Travassos                  | PT      | Trabalhando pela Cidade     | Deferido               |
| 44234 | Raniere Marques                   | PRP     | A Força do Trabalho 4       | Deferido               |
| 12123 | Raoni                             | PDT     | Por Toda João Pessoa 1      | Deferido               |
| 33234 | Raquel Santana                    | PMN     | João Pessoa em Mãos Limpas  | Deferido               |
| 17644 | Reginaldo Pereira                 | PSL     | Unidos por João Pessoa      | Deferido               |
| 12111 | Rerison Carvalho                  | PDT     | Por Toda João Pessoa 1      | Deferido               |
| 36147 | Ribeiro Neto                      | PTC     | A Força do Trabalho 4       | Deferido               |
| 40000 | Ricardo Almeida                   | PSB     | A Força do Trabalho 1       | Deferido               |
| 12456 | Ricardo Navarro                   | PDT     | Por Toda João Pessoa 1      | Deferido               |
| 21456 | Ricardo Palmeira                  | PCB     | Compromisso com João Pessoa | Deferido               |
| 45345 | Rodolfo Pinheiro Lima             | PSDB    | Por Toda João Pessoa 1      | Deferido               |
| 17017 | Rodolfo Toscano de Britto         | PSL     | Unidos por João Pessoa      | Deferido               |
| 25678 | Rodrigo Paulo Neto                | DEM     | Democratas Cristão          | Deferido               |
| 50675 | Rodrigo Varela                    | PSOL    | Frente de Esquerda          | Deferido               |
| 15015 | Romeu Lemos                       | PMDB    | Unidos por João Pessoa      | Renúncia               |
| 21221 | Ronaldo de Paula                  | PCB     | Compromisso com João Pessoa | Deferido               |
| 45610 | Saburá                            | PSDB    | Por Toda João Pessoa 1      | Deferido               |
| 20101 | Sales Costa do Grotão             | PSC     | Compromisso com João Pessoa | Deferido               |
| 22222 | Sales Dantas                      | PR      | João Pessoa em Mãos Limpas  | Deferido               |
| 40400 | Sandra Marrocos                   | PSB     | A Força do Trabalho 1       | Deferido               |
| 65111 | Sandro Frutas                     | PCdoB   | Trabalhando pela Cidade     | Deferido               |
| 25111 | Sanzia Márcia                     | DEM     | Democratas Cristão          | Deferido               |
| 19000 | Sargento Cândido                  | PTN     | João Pessoa em Mãos Limpas  | Deferido               |
| 65190 | Sargento Quime                    | PCdoB   | Trabalhando pela Cidade     | Deferido               |
| 22444 | Sargento Wellington da Saúde      | PR      | João Pessoa em Mãos Limpas  | Deferido               |
| 10789 | Serginho Montenegro               | PRB     | A Força do Trabalho 1       | Deferido               |
| 44123 | Sérgio da SAC                     | PRP     | A Força do Trabalho 4       | Deferido               |
| 10456 | Sérgio Meira                      | PRB     | A Força do Trabalho 1       | Deferido               |
| 17112 | Severino Bento                    | PSL     | Unidos por João Pessoa      | Deferido               |
| 29129 | Severino Gomes                    | PCO     | PCO                         | Deferido               |
| 12642 | Severino Ramos                    | PDT     | Por Toda João Pessoa 1      | Deferido               |
| 22345 | Silva Neto                        | PR      | João Pessoa em Mãos Limpas  | Deferido               |
| 23456 | Silveira                          | PPS     | Compromisso com João Pessoa | Deferido               |
| 45888 | Silvinha Paulino                  | PSDB    | Por Toda João Pessoa 1      | Deferido               |
| 50550 | Silvio Calaço                     | PSOL    | Frente de Esquerda          | Deferido               |
| 44222 | Socorro Nóbrega                   | PRP     | A Força do Trabalho 4       | Deferido               |
| 36455 | Socorro Queridinha                | PTC     | A Força do Trabalho 4       | Deferido               |
| 27330 | Suelda                            | PSDC    | Democratas Cristão          | Deferido               |
| 16161 | Tanque                            | PSTU    | Frente de Esquerda          | Deferido               |
| 14640 | Tavinho                           | PTB     | Trabalhando pela Cidade     | Deferido               |
| 44499 | Tenente Doyle                     | PRP     | A Força do Trabalho 4       | Deferido               |
| 25190 | Tenente Roberto                   | DEM     | Democratas Cristão          | Deferido               |
| 17956 | Terezinha de Jesus                | PSL     | Unidos por João Pessoa      | Deferido               |
| 13300 | Tia Luzia                         | PT      | Trabalhando pela Cidade     | Deferido               |
| 19222 | Tibério de Mangabeira             | PTN     | João Pessoa em Mãos Limpas  | Renúncia               |
| 23222 | Toinho                            | PPS     | Compromisso com João Pessoa | Deferido               |
| 19169 | Toinho do Bolo                    | PTN     | João Pessoa em Mãos Limpas  | Deferido               |
| 65456 | Tonhão                            | PCdoB   | Trabalhando pela Cidade     | Deferido               |
| 45456 | Tony do Conselho                  | PSDB    | Por Toda João Pessoa 1      | Deferido               |
| 25100 | Tony do Valentina                 | DEM     | Democratas Cristão          | Deferido               |
| 31003 | Val                               | PHS     | PHS                         | Deferido               |
| 44666 | Valdécio                          | PRP     | A Força do Trabalho 4       | Deferido               |
| 50423 | Valderez                          | PSOL    | Frente de Esquerda          | Deferido               |
| 17147 | Valter Gás                        | PSL     | Unidos por João Pessoa      | Deferido               |
| 15660 | Venilton Holanda                  | PMDB    | Unidos por João Pessoa      | Deferido               |
| 45145 | Vera Lucena                       | PSDB    | Por Toda João Pessoa 1      | Deferido               |
| 36133 | Vilma Batista                     | PTC     | A Força do Trabalho 4       | Deferido               |
| 11222 | Virgínio Neto                     | PP      | A Força do Trabalho 1       | Deferido               |
| 36555 | Vitória Uchoa                     | PTC     | A Força do Trabalho 4       | Deferido               |
| 40777 | Vlademir Martorelli               | PSB     | A Força do Trabalho 1       | Deferido               |
| 50244 | Walace Freire                     | PSOL    | Frente de Esquerda          | Deferido               |
| 45666 | Walter Gomes                      | PSDB    | Por Toda João Pessoa 1      | Deferido               |
| 12369 | Walter Rodrigues                  | PDT     | Por Toda João Pessoa 1      | Deferido               |
| 65666 | Watteau Rodrigues                 | PCdoB   | Trabalhando pela Cidade     | Deferido               |
| 50888 | Wladimir Rocha                    | PTC     | A Força do Trabalho 4       | Deferido               |
| 25025 | Zé do Rádio                       | DEM     | Democratas Cristão          | Deferido               |
| 40234 | Zé Gadelha                        | PSB     | A Força do Trabalho 1       | Deferido               |
| 23555 | Zé Magliano                       | PPS     | Compromisso com João Pessoa | Deferido               |
| 25555 | Zé Romero                         | DEM     | Democratas Cristão          | Deferido               |
| 22556 | Zeza                              | PR      | João Pessoa em Mãos Limpas  | Deferido               |
| 40616 | Zezinho do Botafogo               | PSB     | A Força do Trabalho 1       | Deferido               |

## Resultados
| Ricardo Coutinho (PSB)         | Luciano Agra (PSB)         | 262.041 | 73,85%  |
| João Gonçalves (PSDB)          | Aníbal Marcolino (PDT)     | 81.707  | 23,03%  |
| Francisco Barreto (PTN)        | Bala Barbosa (PMN)         | 6.273   | 1,77%   |
| Marcos Dias (PSOL)             | Marcelino Rodrigues (PSTU) | 2.185   | 0,62%   |
| Lourdes Sarmento (PCO)         | Antonio Alfredo (PCO)      | 1.804   | 0,51%   |
| Professor José Rodrigues (PHS) | Marcos Araújo (PHS)        | 812     | 0,23%   |
| Total de votos válidos         | Total de votos válidos     | 354.822 | 100,00% |
| Votos apurados                 |                            |         |         |
| Votos válidos                  | Votos válidos              | 354.822 | 92,27%  |
| Votos em branco                | Votos em branco            | 9.950   | 2,59%   |
| Votos nulos                    | Votos nulos                | 27.168  | 4,66%   |
| Total de votos apurados        | Total de votos apurados    | 384.568 | 100,00% |
| Eleitores                      |                            |         |         |
| Comparecimento                 | Comparecimento             | 384.568 | 86,66%  |
| Abstenções                     | Abstenções                 | 59.209  | 13,34%  |
| Total de eleitores             | Total de eleitores         | 443.777 | 100,00% |
| Total de seções: 1.038         |                            |         |         |

| Partido | Partido | Candidato                | Votos   | Votos (%) |
| ------- | ------- | ------------------------ | ------- | --------- |
|         | PSB     | Ricardo Coutinho         | 262 041 | 73,85%    |
|         | PSDB    | João Gonçalves           | 81 707  | 23,03%    |
|         | PTN     | Francisco Barreto        | 6 273   | 1,77%     |
|         | PSOL    | Marcos Dias              | 2 185   | 0,62%     |
|         | PCO     | Lourdes Sarmento         | 1 804   | 0,51%     |
|         | PHS     | Professor José Rodrigues | 812     | 0,23%     |
| Totais  | Totais  | Totais                   | 354 822 |           |

## Vereadores eleitos
| Candidato eleito       | Partido | Votação | Porcentagem | Cidade onde nasceu   | Unidade federativa |
| Edmilson Soares        | PSB     | 8.936   | 2,50%       | João Pessoa          | Paraíba            |
| Benilton Lucena        | PT      | 7.472   | 2,09%       | João Pessoa          | Paraíba            |
| Bira                   | PSB     | 6.052   | 1,69%       | João Pessoa          | Paraíba            |
| Raíssa Lacerda         | DEM     | 5.673   | 1,58%       | João Pessoa          | Paraíba            |
| Luciano Cartaxo        | PT      | 5.562   | 1,55%       | Sousa                | Paraíba            |
| Durval Ferreira        | PP      | 5.440   | 1,52%       | João Pessoa          | Paraíba            |
| João Corujinha         | PSDC    | 5.330   | 1,49%       | Guarabira            | Paraíba            |
| Milanez                | PMDB    | 5.023   | 1,40%       | João Pessoa          | Paraíba            |
| Zezinho do Botafogo    | PSB     | 4.931   | 1,38%       | João Pessoa          | Paraíba            |
| Eliza Virgínia         | PPS     | 4.873   | 1,36%       | João Pessoa          | Paraíba            |
| Felipe Leitão          | PRP     | 4.846   | 1,35%       | João Pessoa          | Paraíba            |
| Hervázio Bezerra       | PSDB    | 4.824   | 1,35%       | João Pessoa          | Paraíba            |
| Marcos Vinícius        | PSDB    | 4.705   | 1,31%       | Jequié               | Bahia              |
| Amorim                 | PTB     | 4.426   | 1,24%       | São José de Piranhas | Paraíba            |
| Dr. Luiz Flávio        | PSDB    | 4.247   | 1,19%       | João Pessoa          | Paraíba            |
| Mangueira              | PMDB    | 4.221   | 1,18%       | Conceição            | Paraíba            |
| Sandra Marrocos        | PSB     | 4.212   | 1,18%       | Curral Velho         | Paraíba            |
| Pedro Alberto Coutinho | PTB     | 3.861   | 1,08%       | João Pessoa          | Paraíba            |
| Sérgio da SAC          | PRP     | 3.723   | 1,04%       | João Pessoa          | Paraíba            |
| João dos Santos        | PR      | 3.662   | 1,02%       | João Pessoa          | Paraíba            |
| Bruno Farias           | PPS     | 3.018   | 0,84%       | João Pessoa          | Paraíba            |

## Representação numérica das coligações na Câmara dos Vereadores
| Coligação              | Votos  | Votos válidos(%) | Número de Vereadores |
| PP / PRTB / PRB / PSB  | 81.168 | 22,67            | 4                    |
| PSDB / PDT             | 57.904 | 16,17            | 4                    |
| PTB / PCdoB / PT       | 48.733 | 13,61            | 3                    |
| PSL / PMDB             | 42.768 | 11,94            | 2                    |
| DEM / PSDC             | 36.776 | 10,27            | 2                    |
| PTC / PRP / PV / PTdoB | 33.208 | 9,27             | 2                    |
| PPS / PSC / PCB        | 30.846 | 8,61             | 2                    |
| PTN / PR / PMN         | 20.427 | 5,70             | 1                    |
| PSOL / PSTU            | 3.893  | 1,09             | 0                    |
| PHS                    | 1.994  | 0,56             | 0                    |
| PCO                    | 375    | 0,10             | 0                    |

## Links
- Resultado das Eleições de 2008[ligação inativa] ((em português))